# Louise Bessette
Pour les articles homonymes, voir Bessette.
Louise Bessette, C.M., O.Q. est une pianiste québécoise née à Montréal le 20 juin 1959.

## Biographie
Louise Bessette commence l'étude du piano à 5 ans. En 1971, elle entre au Conservatoire de Musique de Montréal. Elle travaille avec Georges Savaria et Raoul Sosa. Puis elle se perfectionne avec Eugene List à New York, et à Paris avec Yvonne Loriod, Claude Helffer, Jay Gottlieb et Dominique Merlet.

## Récompenses
- 2019 : Prix de la réalisation artistique 2019 (Musique classique), Prix du Gouverneur général pour les arts du spectacle de la réalisation artistique (PGGAS)[1].
- 1991 : Prix Flandres-Québec à Gand pour son apport à la musique contemporaine
- 1989 : Premier Prix et Prix spécial de piano au concours International Gaudeamus de musique contemporaine de Rotterdam
- 1986 : Premier Prix du Concours International de musique contemporaine pour piano de Saint-Germain-en-Laye
- 1981 : Lauréate du Concours de musique canadienne Eckhardt-Gramatté
- 1980 : Premier Prix de piano
- 1979 : Premier Prix de musique de chambre

## Distinctions
- 2001 - Membre de l'Ordre du Canada
- 2005 - Officier de l'Ordre national du Québec
- 2024 - Chevalière de l'Ordre de Montréal

## Enregistrements
La discographie complète de Louise Bessette est publiée sur son site professionnel, « Louise Bessette, pianiste : discographie ».
- Sonate pour violon et piano, opus 24 de Sylvio Lazzari; violon : Anne Robert ; éd. Fonovox, 1997
- The piano works 1 (Sonates Nos. 2 & 4, Suite No. 9 « Ttaï ») de Giacinto Scelsi, éd. Mode 92, 2000
- Le Signe du Lion, Solstices (ou Les jours et les saisons tournent), Envoi : Concerto pour piano et quinze instrumentistes, de Gilles Tremblay, Aventa Ensemble, dir. Bill Linwood ; éd. Centredisques, 2007
- Cantéyodjayâ, Prélude, Petites esquisses d'oiseaux, La fauvette des jardins de Olivier Messiaen, éd. Analekta, 2008
- Quintette pour piano et cordes, de Raymond Daveluy, éd. Riche Lieu, 2008
- Participation au projet de La Pietà sur l'album John Adams - Portrait; Analekta  2011